# Leo Nardus

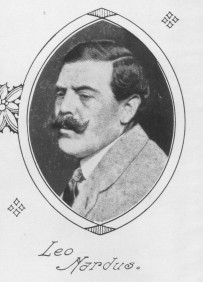
Leo Nardus (American chess bulletin, 1914)

Leo Nardus, Pseudonym von Leonardus Salomon, auch Leonardus Salomonson, auch Léo Nardus, (geboren 5. Mai 1868 in Utrecht; gestorben 12. Juni 1955 in La Marsa, Tunesien) war ein niederländischer Maler und Kunsthändler.

## Leben
Leonardus Salomon war der Sohn des Antiquitätenhändlers Manus Salomon und seiner Frau Catharina Alida Berlijn. Er erhielt eine Ausbildung als Kunsthändler und studierte Malerei an der Rijksakademie van beeldende kunsten in Amsterdam. Er bereiste Spanien und Italien, den Senegal und vielfach Ägypten, Algerien und Tunesien. Von 1894 bis zur Jahrhundertwende arbeitete er als Kunsthändler in den USA und ging dann nach Paris. Im Mai 1913 hatte er eine Ausstellung seiner Bilder in der Galerie Rosenberg in Paris.
Seit 1904 war er mit der Kunsthändlertochter Hélène Bourgeois (1886–1936) verheiratet und hatte mit ihr zwei Töchter, Léa (1905) und Flory (1908). Sie wohnten bei Paris. Leonardus Salomon änderte 1911 seinen Namen. Als Kunsthändler machte er große und gewinnbringende Umsätze mit amerikanischen Kunstsammlern. Dabei kam es zu Unregelmäßigkeiten, weil Bilder als mindere Qualität, Falschzuschreibungen oder aktuelle Fälschungen reklamiert wurden und dies vom Kunsthistoriker Cornelis Hofstede de Groot bestätigt wurde.
1912 nahm er unter dem Namen Salomonson an den Fechtwettbewerben der Olympischen Sommerspiele in Stockholm teil und errang mit der Degenmannschaft, zu der noch Willem van Blijenburgh, Jetze Doorman, Arie de Jong und George van Rossem zählten, die Bronzemedaille. Nardus war ein Schachenthusiast und Mäzen der Schachspieler Dawid Janowski und Frank Marshall, die es beide zu Weltmeisterschaftskämpfen mit Emanuel Lasker brachten.
Nach Ausbruch des Ersten Weltkriegs lebte er ab 1915 wieder in den Niederlanden in Blaricum. 1917 versteigerte er zu Gunsten des Roten Kreuzes der Kriegsparteien Belgien und Frankreich eigene Gemälde. Nardus war geschieden, als er 1921 mit den Töchtern und der Gouvernante endgültig nach La Marsa in das französische Tunesien zog. Seine Kunstsammlung war bei der Scheidung noch nicht geteilt und blieb, zumal die Bilder in dem Klima Nordafrikas Schaden genommen hätten, bei dem Händler Arnold van Buuren in den Niederlanden. Unter den Gemälden waren Werke von Rembrandt, Peter Paul Rubens, Frans Hals und Diego Rodríguez de Silva y Velázquez. 1928 vereinbarte er mit van Buuren einen gemeinsamen Besitz an den Bildern.
Nach dem deutschen Überfall auf die Niederlande 1940 wurde beider Sammlung von der Deutschen Revisions- und Treuhand AG als jüdisches Feindvermögen enteignet und durch die von den deutschen Besatzern eigens zu diesem Zweck gegründete Arisierungs-Bank Lippmann, Rosenthal & Co. Sarphatistraat liquidiert. Die vornehmlich durch die deutsche Kunsthandlung Lempertz versteigerten Objekte wurden von angeblich gutgläubigen Kunden erworben, zumal Lempertz die Provenienz verschwieg oder gar nicht erst ermittelte und die Käufer in der Zeit des Nationalsozialismus nicht danach fragten. Van Buuren und seine Frau Juliette Polak wurden von Deutschen deportiert und am 23. April 1943 im Vernichtungslager Sobibor ermordet.
Nach dem Krieg teilten Nardus und die Erben van Buurens die geretteten Bilder und die Rechte an eventuellen Restitutionen unter sich auf. Nardus Tochter Flory beauftragte einen Pariser Bankier mit der Suche nach den Bildern. Im Jahr 2007 restituierte der niederländische Staat zwei Renaissance-Porträts an die Familie. Im Jahr 2014 versteigert die Kunsthandlung Van Ham in Köln zwei Tondi aus den Werkstätten von Sandro Botticelli, respektive Filippo Lippi, die seinerzeit geraubt und am 2. Juni 1943 bei Lempertz versteigert wurden, von wo sie für über 70 Jahre in den Besitz einer Kölner Unternehmerfamilie gelangten.